# Chromium Echoes
Chromium Echoes is het vijfde studioalbum van Neuronium, de band rondom Michel Huygen. Het album werd in december 1981 opgenomen in de Estudios Moraleda (Alberto Moraleda) in Barcelona. Het album bevat slechts drie tracks, maar twee hiervan duren ongeveer een kwartier. In 1989 werd het album in het Verenigd Koninkrijk uitgebracht op compact disc, door Thunderbolt Records; in de rest van de wereld werd het uitgebracht door Tuxedo Music in Zwitserland. Daarvoor had Huygen het originele album al uitgebracht op zijn eigen label, Neuronium Records. In 2010 volgde een door Huygen zelf geremasterde versie met nieuwe hoes.
Over het album verspreid zijn zachte sequencers te horen, die de muziek de klankkleur geven van Tangerine Dream, Klaus Schulze en Jean Michel Jarre.
Het was het laatste album in de combinatie Huygen en Guirao.

## Musici
- Michel Huygen – synthesizers van Korg, Roland Corporation (onder ander een vocoder in de titeltrack), Moog en de Elka stringsynthesizer
- Carlos Guirao – synthesizers van Roland Corporation (Roland Jupiter-4), Yamaha Corporation en Korg en ook Pearl (Syncussion)
- Jose Mena en Miguel Guillamat – zang op The neutron age

## Muziek
Alle composities van Huygen en Guirao:

| Nr. | Titel                            | Duur  |
| --- | -------------------------------- | ----- |
| 1.  | Prelude (Huygen, Guirao)         | 4:04  |
| 2.  | Chromium echoes (Huygen, Guirao) | 14:18 |

| Nr. | Titel                            | Duur  |
| --- | -------------------------------- | ----- |
| 1.  | The neutron age (Huygen, Guirao) | 17:58 |

Prelude werd in 1982 in Spanje nog op single uitgebracht met Rendez-vous.